# Ammochloa
Ammochloa, biljni rod iz porodice trava, smješten u vlastiti podtribus Ammochloinae. Postoje tri priznate vrste jednogodišnjeg raslinja rasprostranjenih od Irana na zapad sve do zapadnog Mediterana.
Rod je opisan 1855.; sve vrste su terofiti.

## Vrste
1. Ammochloa involucrata Murb.
2. Ammochloa palaestina Boiss.
3. Ammochloa pungens (Schreb.) Boiss.

## Sinonimi
- Cephalochloa Coss. & Durieu, 1854.
- Dictyochloa (Murb.) E.G.Camus, 1900.